# Гуїмар
Гуїмар (ісп. Güímar) — муніципалітет в Іспанії, у складі автономної спільноти Канарські острови, у провінції Санта-Крус-де-Тенерифе, на острові Тенерифе. Населення — 17 852 особи (2010).

## Географія
Муніципалітет розташований на відстані близько 1780 км на південний захід від Мадрида, 23 км на південний захід від Санта-Крус-де-Тенерифе.
На території муніципалітету розташовані такі населені пункти: (дані про населення за 2010 рік)
- Агерче: 0 осіб
- Лос-Барранкос: 61 особа
- Ла-Калета: 276 осіб
- Чимахе: 37 осіб
- Ель-Ескобональ: 962 особи
- Гуїмар: 12331 особа
- Ломо-де-Мена: 250 осіб
- Ла-Медіда: 237 осіб
- Пахара: 125 осіб
- Пуертіто-де-Гуїмар: 2779 осіб
- Ла-Пуенте: 95 осіб
- Пунта-Прієта: 145 осіб
- Ель-Сокорро: 311 осіб
- Ель-Табладо: 236 осіб
- Баландра-Лос-Пікос: 7 осіб
- Ісанья: 0 осіб

### Клімат
Громада знаходиться у зоні, котра характеризується середземноморським кліматом. Найтепліший місяць — липень із середньою температурою 16.7 °C (62 °F). Найхолодніший місяць — січень, із середньою температурою 3.9 °С (39 °F).
| Клімат Гуїмара          | Клімат Гуїмара | Клімат Гуїмара | Клімат Гуїмара | Клімат Гуїмара | Клімат Гуїмара | Клімат Гуїмара | Клімат Гуїмара | Клімат Гуїмара | Клімат Гуїмара | Клімат Гуїмара | Клімат Гуїмара | Клімат Гуїмара | Клімат Гуїмара |
| Показник                | Січ.           | Лют.           | Бер.           | Квіт.          | Трав.          | Черв.          | Лип.           | Серп.          | Вер.           | Жовт.          | Лист.          | Груд.          | Рік            |
| Середня температура, °C | 4              | 4              | 5              | 7              | 9              | 13             | 17             | 17             | 13             | 10             | 6              | 4              | 9              |
| Норма опадів, мм        | 85             | 64             | 44             | 21             | 8              | 1              | 0              | 2              | 9              | 45             | 108            | 90             | 476            |
| ----------------------- | -------------- | -------------- | -------------- | -------------- | -------------- | -------------- | -------------- | -------------- | -------------- | -------------- | -------------- | -------------- | -------------- |
| Джерело: Weatherbase    |                |                |                |                |                |                |                |                |                |                |                |                |                |

## Демографія
Динаміка населення (INE ):

## Галерея зображень

Розташування муніципалітету на острові Тенерифе
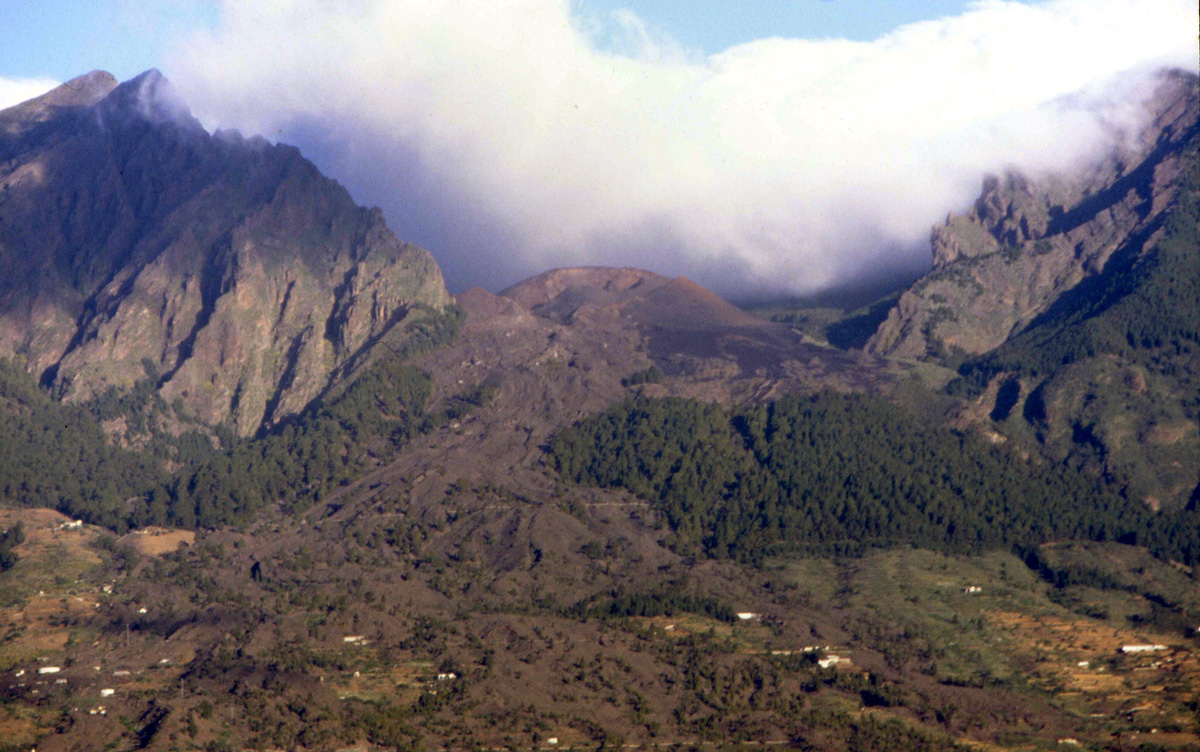
Вулкан Лас-Аренас
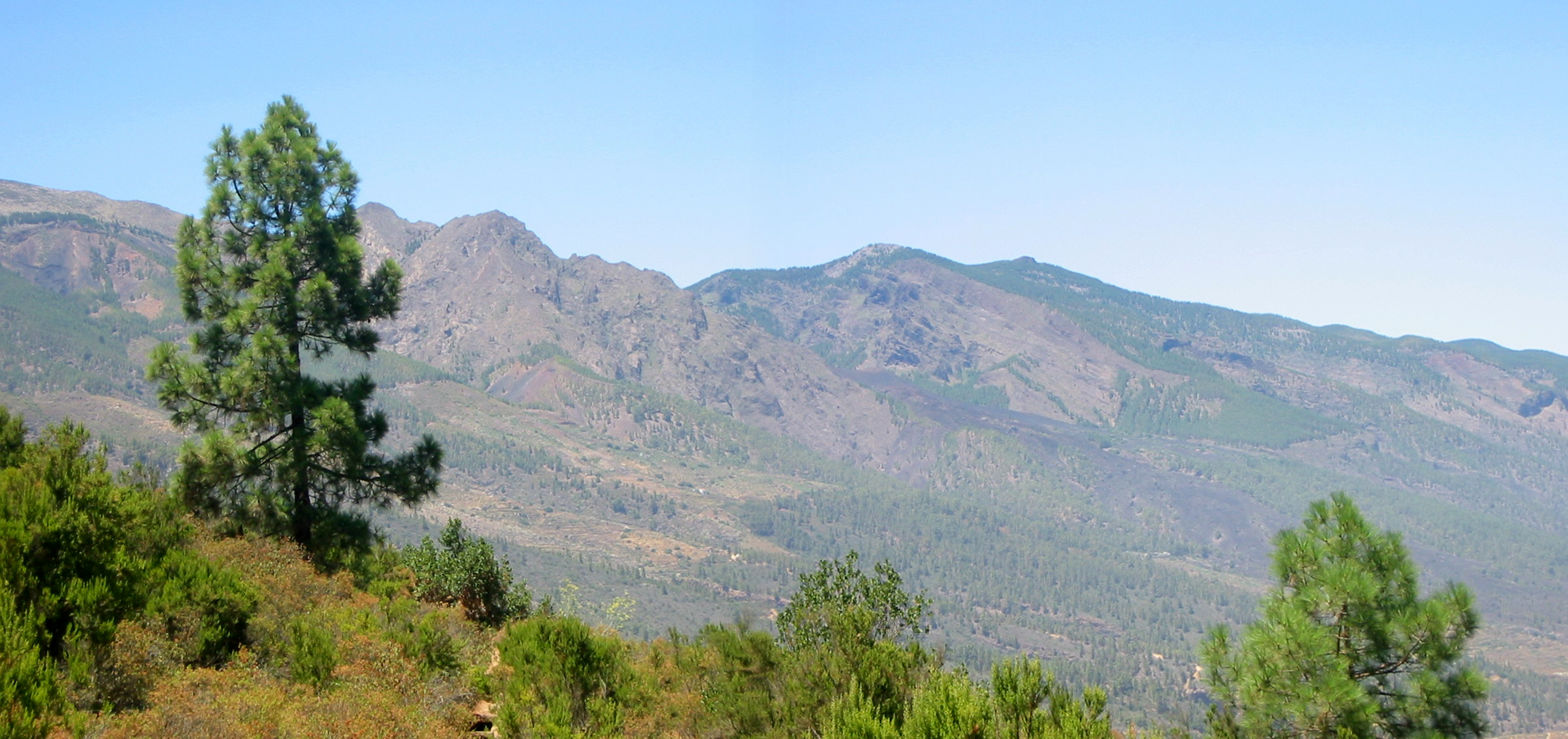
Гори в Гуїмарі
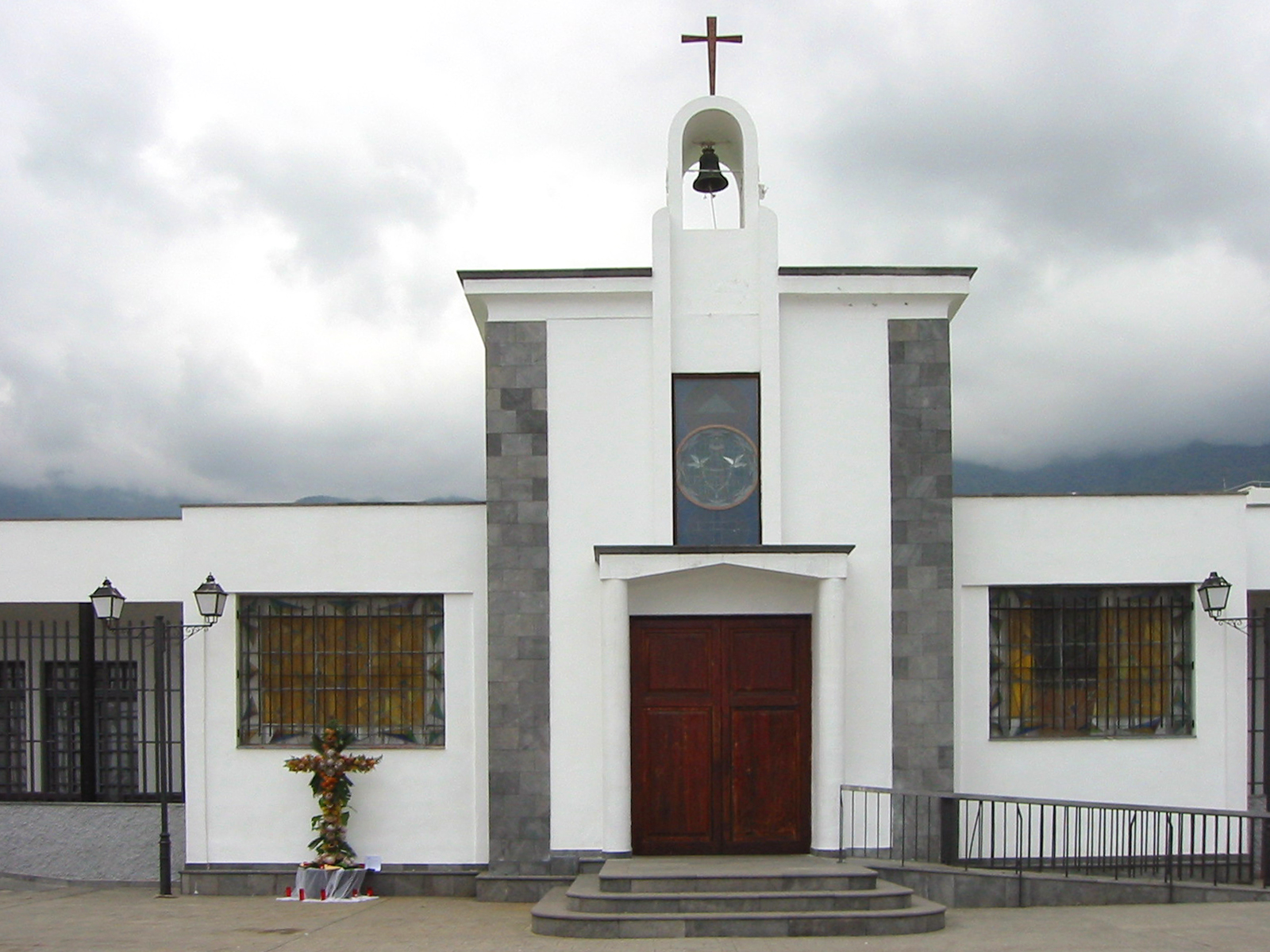
Парафіяльна церква Фатіма-і-Кофрадія-дель-Крісто-де-лас-Каїдас
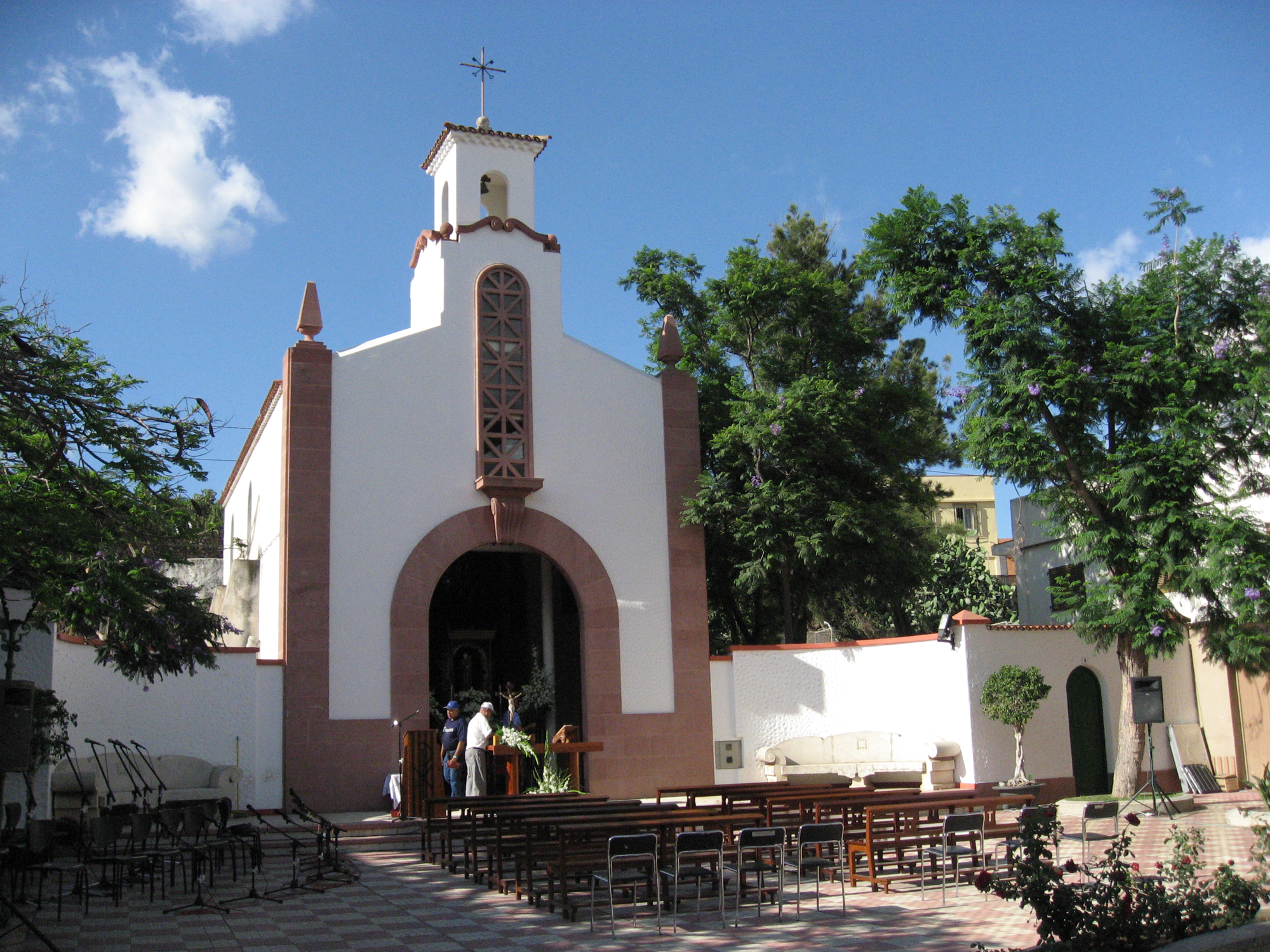
Каплиця Сан-Педро-Абахо
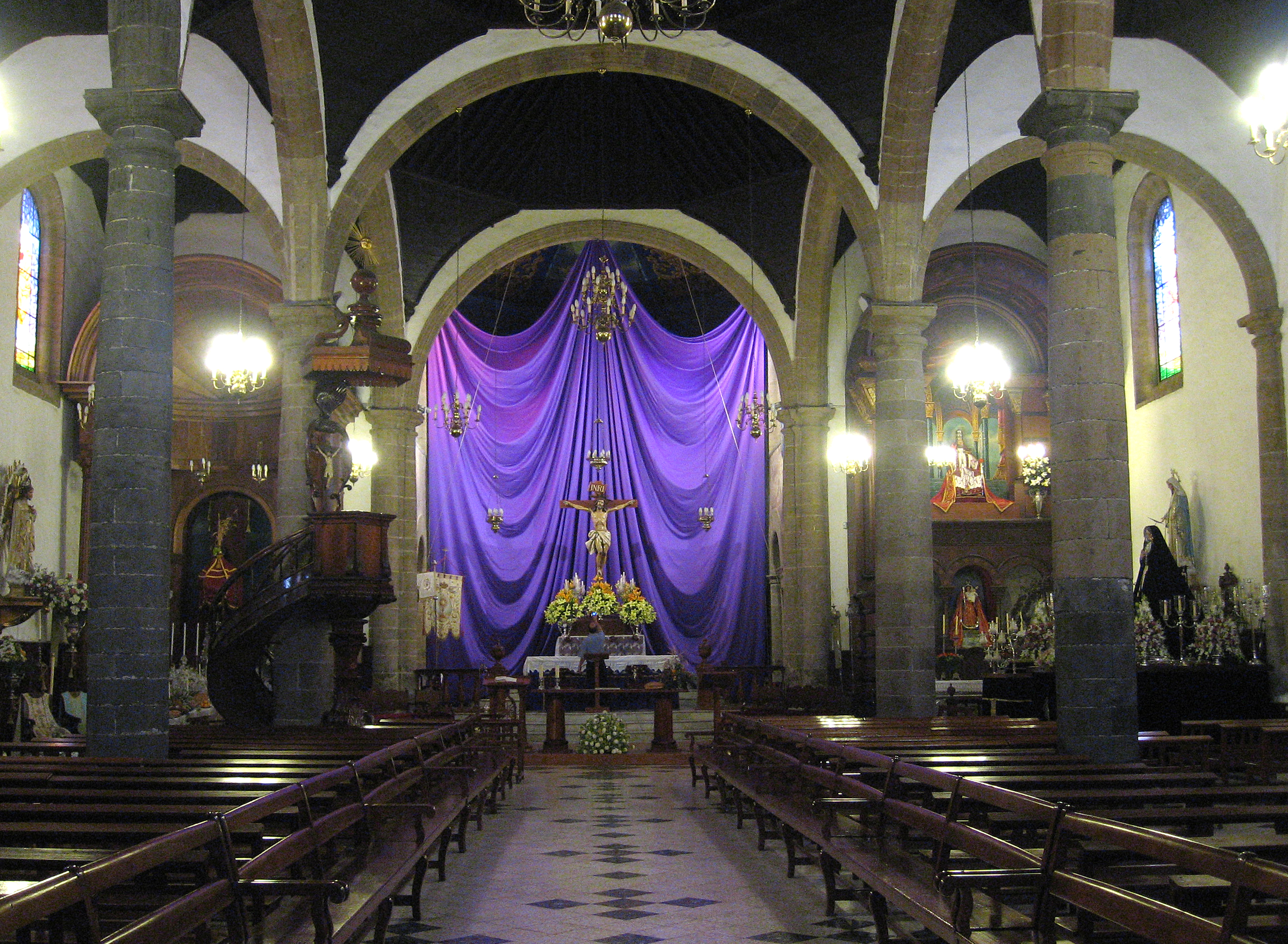
Церква Сан-Педро-Апостол
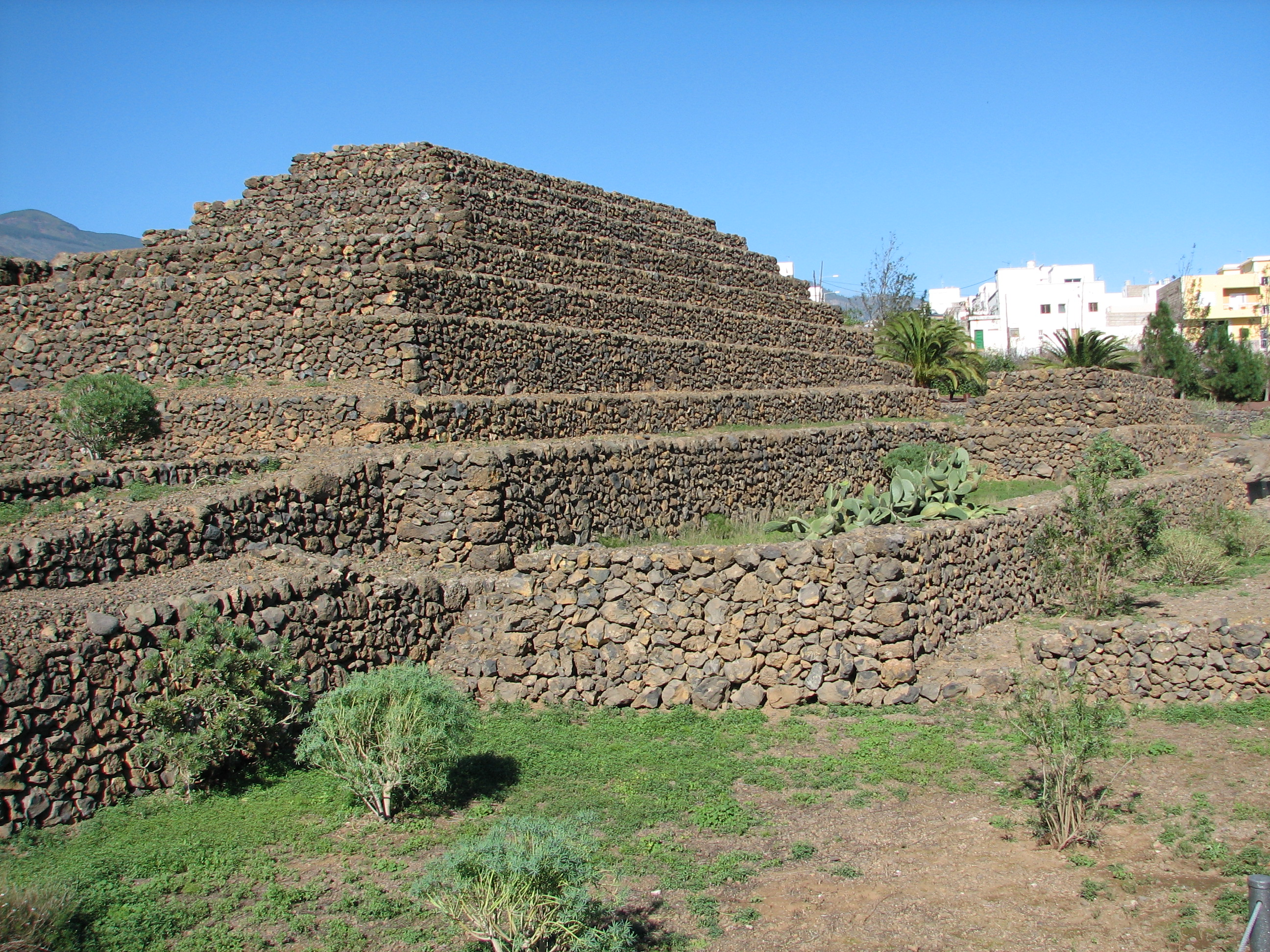
Одна з пірамід